# Česká beseda (Olomouc)

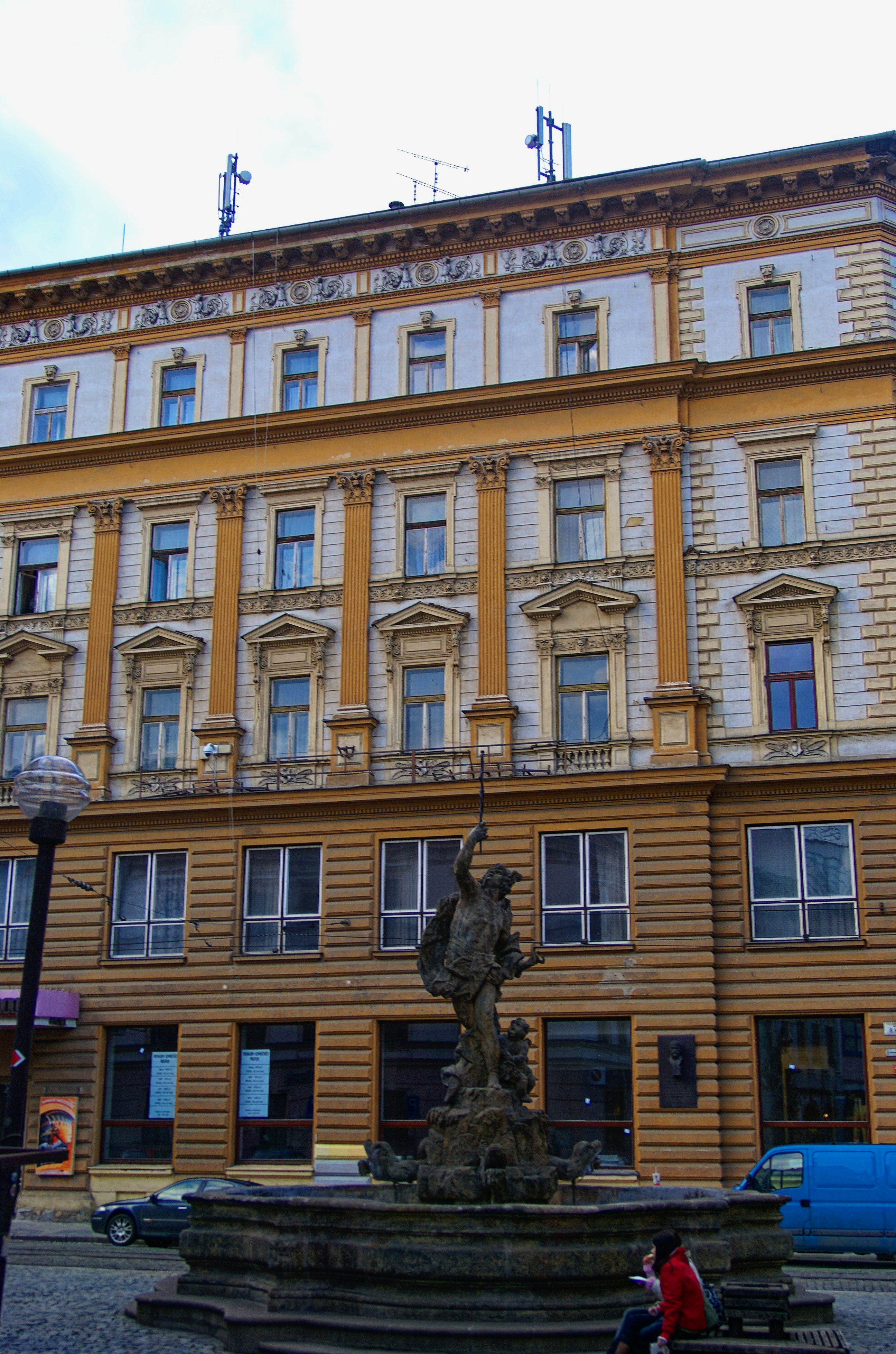
Olomoucká Česká beseda provozovala ve městě Národní dům

Olomoucká Česká beseda byla kulturní organizace, založená v Olomouci v roce 1887. Byla jedním z mnoha spolků tohoto názvu. Na konci 19. století Česká beseda značně přispěla k počeštění původně německé Olomouce – ve městě koupila sedm domů a podílela se na výstavbě a provozu honosného Národního domu. V Českém domě organizovala Česká beseda přednášky, koncerty, divadelní představení a další kulturní akce.

## Historie
Spolek byl založen 27. října 1887 za účelem „sjednocení všech Čechů olomuckých ku svorné práci národní“ a za první tři měsíce fungování získala přibližně dvě stě padesát členů. Činnost zahájila Česká beseda 7. prosince slavnostním koncertem pro šest set osob. K dalším raným akcím z prosince roku 1887 patřil večer komorního virtuoza Františka Ondříčka, oslava čtyřicetiletého jubilea archeologa Jindřicha Wankla či rozloučení s vlasteneckým právníkem Františkem Šromotou u příležitosti jeho odchodu z města.
Česká beseda šířila český živel v Olomouci nákupem domů, kterých získala sedm, a především výstavbou a provozováním honosného Národního domu v ceně 375 000 zlatých. Budova se dvěma sály pro veřejné produkce, restaurací a kavárnou sloužila potřebám všech českých spolků (zejména pěvecko-hudebnímu spolku Žerotín), shromažďování české inteligence a rovněž kontaktu s inteligencí německou. V roce 1890 představila beseda za spoluúčasti Jednoty divadelních ochotníků besedních ke jmeninám Františka Josefa I. veselohry „K životu“ od Jaroslava Vrchlického a „Vrah“ od Edmonda Abouta, v témže roce uvedla také přednášku o Lombrosově kriminologické publikaci „Člověk zločinec“.
Po zvolení Theodora Kohna olomouckým arcibiskupem v roce 1892 dala Česká beseda vyrobit zlaté, stříbrné a českými granáty zdobené slavnostní album. Jeho součástí byl též obraz Felixe Jeneweina, na němž svatý Metoděj ukazuje svému duchovnímu nástupci příslušníky tří moravských kmenů – Hanáka, Slováka a Valacha.